# Rot Weiss Ahlen 2008-2009
Questa voce raccoglie le informazioni riguardanti il Rot Weiss Ahlen nelle competizioni ufficiali della stagione 2008-2009.

## Stagione
Nella stagione 2008-2009 il Rot Weiss Ahlen, allenato da Stefan Emmerling, concluse il campionato di 2. Bundesliga al 10º posto. In Coppa di Germania il Rot Weiss Ahlen fu eliminato al primo turno dal Norimberga.

## Rosa
| N. |                      | Ruolo | Calciatore        |
| -- | -------------------- | ----- | ----------------- |
| 1  | Germania (bandiera)  | P     | Dirk Langerbein   |
| 33 | Germania (bandiera)  | P     | Manuel Lenz       |
| 12 | Germania (bandiera)  | P     | Turgay Tapu       |
| 2  | Germania (bandiera)  | D     | Marcel Busch      |
| 23 | Germania (bandiera)  | D     | Baldo di Gregorio |
| 19 | Germania (bandiera)  | D     | Nils Döring       |
| 15 | Australia (bandiera) | D     | Dino Đulbić       |
| 5  | Germania (bandiera)  | D     | Ole Kittner       |
| 6  | Germania (bandiera)  | D     | Ronald Maul       |
| 4  | Croazia (bandiera)   | D     | Marinko Miletic   |
| 29 | Germania (bandiera)  | D     | Sebastian Pelzer  |
| 13 | Germania (bandiera)  | C     | Jens Bäumer       |
| 22 | Germania (bandiera)  | C     | Manuel Bölstler   |

| N. |                        | Ruolo | Calciatore         |
| -- | ---------------------- | ----- | ------------------ |
| 31 | Germania (bandiera)    | C     | Nils-Ole Book      |
| 10 | Stati Uniti (bandiera) | C     | Grover Gibson      |
| 21 | Germania (bandiera)    | C     | Kevin Großkreutz   |
| 17 | Germania (bandiera)    | C     | Philipp Heithölter |
| 7  | Germania (bandiera)    | C     | Martin Stahlberg   |
| 8  | Germania (bandiera)    | C     | Daniel Thioune     |
| 20 | Germania (bandiera)    | C     | Michael Wiemann    |
| 9  | Malawi (bandiera)      | A     | Daniel Chitsulo    |
| 16 | Germania (bandiera)    | A     | René Müller        |
| 24 | Germania (bandiera)    | A     | Deniz Naki         |
| 18 | Germania (bandiera)    | A     | Marco Reus         |
| 11 | Germania (bandiera)    | A     | Lars Toborg        |

## Organigramma societario
Area tecnica
- Allenatore: Stefan Emmerling
- Allenatore in seconda: Bernd Heemsoth, Daniel Thioune
- Preparatore dei portieri: Milenko Gilić
- Preparatori atletici:

## Risultati

### 2. Bundesliga

#### Girone di andata
| Arbitro: | Schriever |

|                       |           |            |
| Gibson 56’ Müller 82’ | Marcatori | 72’ Benčík |

| Arbitro: | Welz |

|                                |           |  |
| Torghelle 32’, 39’ Szabics 73’ | Marcatori |  |

| Arbitro: | Christ |

|                        |           |              |
| Miletic 57’ Müller 90’ | Marcatori | 85’ Bierofka |

| Arbitro: | Dingert |

|              |           |                                      |
| Lüttmann 17’ | Marcatori | 45’ Reus 83’ Chitsulo 90’ Großkreutz |

| Arbitro: | Aytekin |

|                 |           |                         |
| Toborg 44’, 61’ | Marcatori | 36’ Schindler 87’ Lense |

| Arbitro: | Metzen |

|           |           |                     |
| König 70’ | Marcatori | 5’, 16’, 71’ Toborg |

| Arbitro: | Gagelmann |

|          |           |               |
| Reus 34’ | Marcatori | 26’ Perchtold |

| Arbitro: | Weiner |

|                                          |           |            |
| Lakić 60’, 76’ (rig.) Sam 69’ Hornig 90’ | Marcatori | 40’ Toborg |

| Arbitro: | Rafati |

|  |           |                                          |
|  | Marcatori | 15’ Abdessadki 27’ Glockner 84’ Idrissou |

| Arbitro: | Schalk |

|  |           |                         |
|  | Marcatori | 35’ Heithölter 63’ Book |

| Arbitro: | Perl |

|  |           |                        |
|  | Marcatori | 80’ Borja 86’ Hoogland |

| Arbitro: | Fritz |

|  |           |           |
|  | Marcatori | 6’ Toborg |

| Arbitro: | Kempter |

|                      |           |                               |
| Ebbers 35’ Bruns 42’ | Marcatori | 14’ Heithölter 31’ Großkreutz |

| Arbitro: | Frank |

|                                |           |  |
| Toborg 58’, 88’ Heithölter 65’ | Marcatori |  |

| Arbitro: | Walz |

|                                                 |           |                   |
| Mavrič 28’ (rig.) Krontiris 34’, 40’ Taylor 84’ | Marcatori | 31’ (rig.) Toborg |

| Arbitro: | Hartmann |

|            |           |                       |
| Toborg 18’ | Marcatori | 55’ Frommer 80’ Braun |

| Arbitro: | Gräfe |

|                                          |           |  |
| Reisinger 17’ Burkhardt 71’ Kotuljac 80’ | Marcatori |  |

#### Girone di ritorno
| Arbitro: | Grudzinski |

|                                             |           |  |
| Mokhtari 10’ Cenci 27’ Bliznyuk 79’ Ulm 86’ | Marcatori |  |

| Arbitro: | Schößling |

|                                  |           |            |
| Toborg 53’ (rig.) Großkreutz 88’ | Marcatori | 43’ Möhrle |

| Arbitro: | Wingenbach |

|                          |           |            |
| Bierofka 1’ Rukavina 68’ | Marcatori | 81’ Müller |

| Arbitro: | Schalk |

|                |           |                             |
| Großkreutz 67’ | Marcatori | 43’, 82’ Kaya 64’ Terranova |

| Rostock 27 febbraio 2009, ore 18:00 CET 22ª giornata | Hansa Rostock | 0 – 0 referto | Rot Weiss Ahlen | DKB-Arena (11 000 spett.)\| Arbitro: \| Zwayer \| |
| Arbitro:                                             | Zwayer        |               |                 |                                                   |

| Arbitro: | Willenborg |

|          |           |  |
| Reus 40’ | Marcatori |  |

| Arbitro: | Thielert |

|                                 |           |  |
| Boakye 28’ Mintál 39’, 54’, 89’ | Marcatori |  |

| Arbitro: | Steinhaus |

|  |           |              |
|  | Marcatori | 58’ Pinheiro |

| Arbitro: | Brych |

|           |           |           |
| Krmaš 63’ | Marcatori | 71’ Busch |

| Arbitro: | Sippel |

|  |           |                     |
|  | Marcatori | 13’ Auer 37’ Holtby |

| Magonza 17 aprile 2009, ore 18:00 CEST 28ª giornata | Magonza | 0 – 0 referto | Rot Weiss Ahlen | Stadion am Bruchweg (18 500 spett.)\| Arbitro: \| Frank \| |
| Arbitro:                                            | Frank   |               |                 |                                                            |

| Arbitro: | Christ |

|  |           |                                |
|  | Marcatori | 15’ (rig.) Tararache 19’ Adler |

| Arbitro: | Dingert |

|          |           |  |
| Naki 87’ | Marcatori |  |

| Arbitro: | Bandurski |

|  |           |                     |
|  | Marcatori | 66’ Reus 90’ Toborg |

| Arbitro: | Aytekin |

|          |           |            |
| Naki 80’ | Marcatori | 85’ Mavrič |

| Arbitro: | Stark |

|                               |           |                         |
| De Wit 14’ (rig.) Frommer 55’ | Marcatori | 28’ Naki 83’ Großkreutz |

| Arbitro: | Metzen |

|                         |           |                                                  |
| Großkreutz 22’ Naki 61’ | Marcatori | 10’ Kotuljac 19’ Allagui 63’ Sararer 83’ Cidimar |

### Coppa di Germania
| Arbitro: | Wingenbach |

|                                                  |                      |                               |
| Heithölter Großkreutz Toborg Thioune di Gregorio | Tiri di rigore 3 – 4 | Mnari Pinola Masmanidis Gygax |

## Statistiche

### Statistiche di squadra
| Competizione      | Punti | In casa | In casa | In casa | In casa | In casa | In casa | In trasferta | In trasferta | In trasferta | In trasferta | In trasferta | In trasferta | Totale | Totale | Totale | Totale | Totale | Totale | DR  |
| Competizione      | Punti | G       | V       | N       | P       | Gf      | Gs      | G            | V            | N            | P            | Gf           | Gs           | G      | V      | N      | P      | Gf     | Gs     | DR  |
| ----------------- | ----- | ------- | ------- | ------- | ------- | ------- | ------- | ------------ | ------------ | ------------ | ------------ | ------------ | ------------ | ------ | ------ | ------ | ------ | ------ | ------ | --- |
| 2. Bundesliga     | 41    | 17      | 6       | 3       | 8       | 19      | 26      | 17           | 5            | 5            | 7            | 19           | 31           | 34     | 11     | 8      | 15     | 38     | 57     | -19 |
| Coppa di Germania | -     | 1       | 0       | 1       | 0       | 0       | 0       | 0            | 0            | 0            | 0            | 0            | 0            | 1      | 0      | 1      | 0      | 0      | 0      | 0   |
| Totale            | -     | 18      | 6       | 4       | 8       | 19      | 26      | 17           | 5            | 5            | 7            | 19           | 31           | 35     | 11     | 9      | 15     | 38     | 57     | -19 |

### Andamento in campionato
| Giornata  | 1 | 2  | 3 | 4 | 5 | 6 | 7 | 8 | 9 | 10 | 11 | 12 | 13 | 14 | 15 | 16 | 17 | 18 | 19 | 20 | 21 | 22 | 23 | 24 | 25 | 26 | 27 | 28 | 29 | 30 | 31 | 32 | 33 | 34 |
| --------- | - | -- | - | - | - | - | - | - | - | -- | -- | -- | -- | -- | -- | -- | -- | -- | -- | -- | -- | -- | -- | -- | -- | -- | -- | -- | -- | -- | -- | -- | -- | -- |
| Luogo     | C | T  | C | T | C | T | C | T | C | T  | C  | T  | T  | C  | T  | C  | T  | T  | C  | T  | C  | T  | C  | T  | C  | T  | C  | T  | C  | C  | T  | C  | T  | C  |
| Risultato | V | P  | V | V | N | V | N | P | P | V  | P  | V  | N  | V  | P  | P  | P  | P  | V  | P  | P  | N  | V  | P  | P  | N  | P  | N  | P  | V  | V  | N  | N  | P  |
| Posizione | 2 | 10 | 4 | 3 | 4 | 4 | 4 | 5 | 7 | 5  | 8  | 5  | 6  | 5  | 6  | 9  | 9  | 10 | 10 | 10 | 11 | 12 | 10 | 11 | 12 | 12 | 13 | 14 | 14 | 13 | 9  | 9  | 10 | 10 |

Legenda:

Luogo: C = Casa; T = Trasferta. Risultato: V = Vittoria; N = Pareggio; P = Sconfitta.

### Statistiche dei giocatori
| Giocatore      | 2. Bundesliga | 2. Bundesliga | 2. Bundesliga | 2. Bundesliga | Coppa di Germania | Coppa di Germania | Coppa di Germania | Coppa di Germania | Totale   | Totale | Totale      | Totale     |
| Giocatore      | Presenze      | Reti          | Ammonizioni   | Espulsioni    | Presenze          | Reti              | Ammonizioni       | Espulsioni        | Presenze | Reti   | Ammonizioni | Espulsioni |
| -------------- | ------------- | ------------- | ------------- | ------------- | ----------------- | ----------------- | ----------------- | ----------------- | -------- | ------ | ----------- | ---------- |
| D. Langerbein  | 17            | 0             | 4             | 0             | -                 | -                 | -                 | -                 | 17       | 0      | 4           | 0          |
| M. Lenz        | 17            | 0             | 0             | 1             | 1                 | 0                 | 0                 | 0                 | 18       | 0      | 0           | 1          |
| T. Tapu        | 1             | 0             | 0             | 0             | -                 | -                 | -                 | -                 | 1        | 0      | 0           | 0          |
| M. Busch       | 33            | 1             | 6             | 0             | 1                 | 0                 | 0                 | 0                 | 34       | 1      | 6           | 0          |
| B. Di Gregorio | 29            | 0             | 7             | 0             | 1                 | 0                 | 1                 | 0                 | 30       | 0      | 8           | 0          |
| N. Döring      | 22            | 0             | 4             | 0             | -                 | -                 | -                 | -                 | 22       | 0      | 4           | 0          |
| D. Đulbić      | 1             | 0             | 0             | 0             | -                 | -                 | -                 | -                 | 1        | 0      | 0           | 0          |
| O. Kittner     | 15            | 0             | 3             | 0             | -                 | -                 | -                 | -                 | 15       | 0      | 3           | 0          |
| R. Maul        | 33            | 0             | 5             | 0             | 1                 | 0                 | 0                 | 0                 | 34       | 0      | 5           | 0          |
| M. Miletic     | 12            | 1             | 5             | 0             | 1                 | 0                 | 1                 | 0                 | 13       | 1      | 6           | 0          |
| S. Pelzer      | 10            | 0             | 2             | 0             | -                 | -                 | -                 | -                 | 10       | 0      | 2           | 0          |
| J. Bäumer      | 22            | 0             | 0             | 0             | 1                 | 0                 | 0                 | 0                 | 23       | 0      | 0           | 0          |
| M. Bölstler    | 9             | 0             | 1             | 0             | 1                 | 0                 | 0                 | 0                 | 10       | 0      | 1           | 0          |
| N. Book        | 24            | 1             | 2             | 0             | -                 | -                 | -                 | -                 | 24       | 1      | 2           | 0          |
| G. Gibson      | 12            | 1             | 4             | 0             | 1                 | 0                 | 0                 | 0                 | 13       | 1      | 4           | 0          |
| K. Großkreutz  | 33            | 6             | 5             | 0             | 1                 | 0                 | 1                 | 0                 | 34       | 6      | 6           | 0          |
| P. Heithölter  | 27            | 3             | 7             | 0             | 1                 | 0                 | 0                 | 0                 | 28       | 3      | 7           | 0          |
| M. Stahlberg   | 6             | 0             | 1             | 0             | -                 | -                 | -                 | -                 | 6        | 0      | 1           | 0          |
| D. Thioune     | 8             | 0             | 2             | 0             | 1                 | 0                 | 0                 | 0                 | 9        | 0      | 2           | 0          |
| M. Wiemann     | 24            | 0             | 6             | 0             | -                 | -                 | -                 | -                 | 24       | 0      | 6           | 0          |
| D. Chitsulo    | 22            | 1             | 2             | 0             | -                 | -                 | -                 | -                 | 22       | 1      | 2           | 0          |
| R. Müller      | 25            | 3             | 4             | 0             | -                 | -                 | -                 | -                 | 25       | 3      | 4           | 0          |
| D. Naki        | 11            | 4             | 0             | 0             | -                 | -                 | -                 | -                 | 11       | 4      | 0           | 0          |
| M. Reus        | 27            | 4             | 4             | 0             | 1                 | 0                 | 0                 | 0                 | 28       | 4      | 4           | 0          |
| L. Toborg      | 33            | 13            | 4             | 0             | 1                 | 0                 | 0                 | 0                 | 34       | 13     | 4           | 0          |
| S. Schaffrath  | 3             | 0             | 0             | 0             | 1                 | 0                 | 0                 | 0                 | 4        | 0      | 0           | 0          |